# コーリー・ハート
ジョン・コーリー・ハート（Jon Corey Hart, 1982年3月24日 - ）は、アメリカ合衆国・ケンタッキー州ボーリンググリーン出身の元プロ野球選手（外野手）。右投右打。

## 経歴

### プロ入りとブルワーズ時代

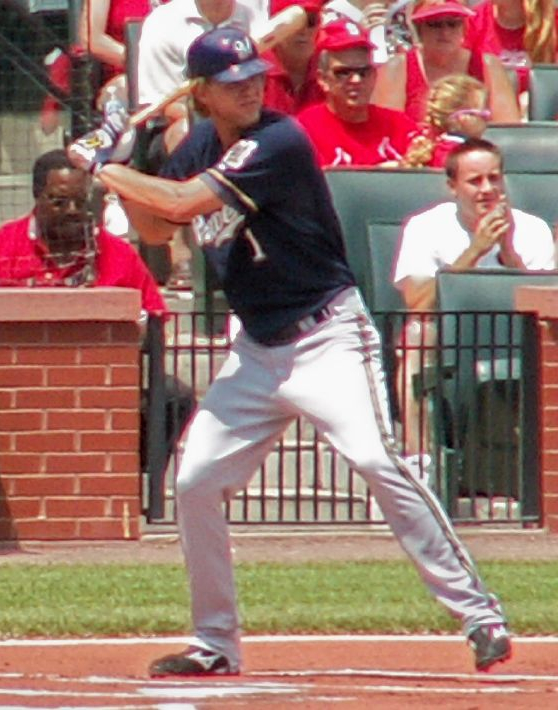
ブルワーズ時代

2000年6月5日に行われたMLBドラフトでミルウォーキー・ブルワーズから11巡目（全体321位）指名を受け、6月12日に契約を交わしプロ入り。この年からマイナーリーグ（ルーキー級）でプレーを始める（57試合出場）。
2002年は、A+・AA級通算で128試合 ・ 打率.283 ・ 24本塁打 ・ 99打点 ・ 出塁率.343 ・ 長打率.532 ・ 27盗塁の好成績をマーク。守備では32失策を犯したものの、7月7日に開催されたフューチャーズゲームのアメリカチームに選抜された他、カリフォルニア・リーグのオールスター・チーム（一塁手）にも選出された。
2003年もAA級において130試合 ・ 打率.302 ・ 13本塁打 ・ 94打点 ・ 出塁率.340 ・ OPS .807 ・ 25盗塁と好調を維持し、9月1日にはサザン・リーグのオールスター（三塁手）に出場。前年同様32失策を記録しているが、ベースボール・アメリカ誌が選ぶマイナーリーグ・オールスター2ndチーム（三塁手）にも選出された他、同リーグのMVPに輝くなど、マイナーにおいて順調な成長を遂げる。オフの11月20日にブルワーズとメジャー契約を結び、40人枠入りを果たした。
2004年2月10日にブルワーズと1年契約に合意し、3月16日にAAA級インディアナポリス・インディアンスへ異動した。5月21日にメジャーへ昇格し、5月25日のロサンゼルス・ドジャース戦においてメジャーデビュー。四回の裏、代打として登場し、対戦投手の石井一久に空振り三振に仕留められた。なお、本年から外野手にコンバートしている。
2005年はAAA級で113試合 ・ 打率.308 ・ 出塁率.377 ・ OPS.913 ・ 31盗塁を記録し、7月13日にはパシフィック・コースト・リーグのオールスターに出場。8月14日、メジャー再昇格。同日、ジェイソン・スタンリッジから、キャリア初安打をレフトへの三点本塁打で飾り、同23日にはキャリア初のマルチヒットを放つ。シーズン終了後、パシフィック・コースト・リーグのベスト・ベースランナーに選ばれた。
2006年はAAA級で26試合 ・ 打率.320 ・ 出塁率.391 ・ OPS.951の好成績を挙げると、5月18日以降はメジャー定着。87試合に出場し、経験を積む。その内10試合において一番打者に抜擢され、8月17日には初の先頭打者本塁打を放った。更に、9月4日から13日にかけて8試合連続安打をマーク。特に5日は初の1試合2本塁打を放ち、6打点 ・ 3得点を挙げる活躍を見せた。
2007年は主に一番、ないし五番打者として起用され、球団史上5人目となる20本塁打 ・ 20盗塁をクリア（過去の4人はトミー・ハーパー、ロビン・ヨーント、ジェロミー・バーニッツ、マーキス・グリッソム）。6月13日から7月6日にかけては、セシル・クーパー（1980年）以来27年ぶりとなる、22試合連続安打を放った（球団史上3番目の長さ）。この年、ハートとブランドン・フィリップス（シンシナティ・レッズ）が20本塁打 ・ 20盗塁 ・ 20試合連続安打を達成したが、これは2002年のブラディミール・ゲレーロ以来である。その他、リーグ4位の三塁打数、同7位の死球数、同7位の得点圏打率.339をマーク。シーズン終了後、全米野球記者協会によるアンソング・ヒーロー賞とグッド・ガイ賞を受賞。
2008年は五番打者に定着。前年より全体的に数字を下げたが、球団史上初となる、2年連続の20本塁打 ・ 20盗塁を達成。4月13日に1試合4安打を放つと、4月21日から5月4日にかけて13試合連続出塁をマーク。4月の月間成績は打率.295、出塁率.358、5月は打率.306、出塁率.342、OPS.861。7月15日にはネットでの最終投票にて"32番目の男"に選出され、キャリア初のMLBオールスターゲーム出場を果たす（結果は3打数無安打1三振）。前半戦打率.289、OPS.831に対して後半戦は打率.239、OPS.659と失速したが、8月24日から9月5日にかけて11試合連続安打を放った。シーズン通算の二塁打数はリーグ3位、マルチヒットは47回記録。10月1日から行われたナショナルリーグ・ディビジョンシリーズでは4試合に出場したが、14打数3安打、打率.231、出塁率.333、長打率.231と冴えず、チームもフィラデルフィア・フィリーズに1勝3敗で敗れた。今後は30本塁打 ・ 30盗塁も期待されている。
2009年はオープン戦で打率.351・7本塁打という成績を残し、ケン・モッカ監督に、「今シーズン、最高の成績を残すと思った」と言わしめた。しかし、いざシーズンが開幕してみると、8月2日にシーフード料理に当たり、虫垂炎の手術を受けた事で復帰まで40日を要し、最終的には115試合の出場で打率.260・12本塁打・48打点・11盗塁と、いずれもレギュラー定着後では自己最低の数字に終わった。その影響もあってか、シーズンオフにはニューヨーク・メッツのジョン・メイン投手とのトレードも噂されたが、結局立ち消えとなった。しかし、2010年は一転して調子を取り戻し、オールスターゲームやその前夜祭であるホームランダービーにも出場した。
2012年はプリンス・フィルダーの移籍、新加入の青木宣親の活躍もあり、一塁手として先発出場する機会が増えた。
2013年は左膝の故障により全休した。同年10月31日にFAとなった。

### マリナーズ時代
2013年12月11日、シアトル・マリナーズと1年契約で合意したことを報道され、12月13日に球団が正式発表した。
2014年は開幕ロースター入りしたが、5月20日に左ハムストリングの故障で、15日間の故障者リスト入りした。7月4日に復帰したが、8月2日に右膝の故障で再び15日間の故障者リスト入りし、9月1日に復帰した。前年に1年間離脱するまで、2度の30本塁打以上を含む3年連続25本塁打以上放っていた為、期待されてチームに迎えられたが、故障の影響で68試合の出場に終わり、不振も重なって打率.203・6本塁打・21打点・2盗塁という不本意な成績に終わった。9月29日にDFAとなり、10月6日にFAとなった。

### パイレーツ時代
2014年12月19日にピッツバーグ・パイレーツと250万ドル+出来高の1年契約を結んだ。
2015年11月2日にFAとなった。

## プレースタイル
スピードとパワーを兼ね備えた、大型アスリート。2007年と2008年にブルワーズ球団史上初となる二度の20本塁打、20盗塁を達成している。右方向に長打を打てる上手さがあり、三年間（2006 - 2008）の得点圏打率.301と勝負強さも併せ持っている。レンジ（守備範囲）は広く、中堅を守れるだけの守備力も十分にあり、打てないときでも勝利に貢献出来る。この点は、「ブルワーズの顔」であるプリンス・フィルダーやライアン・ブラウンよりも優れている。欠点は四球を選べないことで、「選球眼に磨きをかければ、真の強打者になれる」との声もある。
また、元ブルワーズ監督のネッド・ヨストは、「必ず30-30を達成する」とハートの能力を高く評価している。
マイナー7年間の通算成績は、打率.299 ・ 出塁率.357 ・ OPS.855 ・ 131盗塁（成功率78パーセント）である。

## 人物
カントリー・ミュージシャンのガース・ブルックスが主催する、子供らのための慈善財団に貢献している人物としても知られ、「もしプロ入りしてなかったら、指導者としての道を選択していただろう」と言われる。なお、1980年代のセックス・シンボルとなったカナダ人ミュージシャンと同姓同名だが、本人はエミネムのファンである。既婚、妻クリスティーナとの間に三人の子供が居る。

## 詳細情報

### 年度別打撃成績
| 年 度      | 球 団      | 試 合 | 打 席 | 打 数 | 得 点 | 安 打 | 二 塁 打 | 三 塁 打 | 本 塁 打 | 塁 打 | 打 点 | 盗 塁 | 盗 塁 死 | 犠 打 | 犠 飛 | 四 球 | 敬 遠 | 死 球 | 三 振 | 併 殺 打 | 打 率 | 出 塁 率 | 長 打 率 | O P S |
| ---------- | ---------- | ----- | ----- | ----- | ----- | ----- | -------- | -------- | -------- | ----- | ----- | ----- | -------- | ----- | ----- | ----- | ----- | ----- | ----- | -------- | ----- | -------- | -------- | ----- |
| 2004       | MIL        | 1     | 1     | 1     | 0     | 0     | 0        | 0        | 0        | 0     | 0     | 0     | 0        | 0     | 0     | 0     | 0     | 0     | 1     | 0        | .000  | .000     | .000     | .000  |
| 2005       | MIL        | 21    | 63    | 57    | 9     | 11    | 2        | 1        | 2        | 21    | 7     | 2     | 0        | 0     | 0     | 6     | 0     | 0     | 11    | 6        | .193  | .270     | .368     | .638  |
| 2006       | MIL        | 87    | 256   | 237   | 32    | 67    | 13       | 2        | 9        | 111   | 33    | 5     | 8        | 0     | 2     | 17    | 1     | 0     | 58    | 7        | .283  | .328     | .468     | .796  |
| 2007       | MIL        | 140   | 566   | 505   | 86    | 149   | 33       | 9        | 24       | 272   | 81    | 23    | 7        | 5     | 7     | 36    | 3     | 13    | 99    | 6        | .295  | .353     | .539     | .892  |
| 2008       | MIL        | 157   | 657   | 612   | 76    | 164   | 45       | 6        | 20       | 281   | 91    | 23    | 7        | 4     | 9     | 27    | 2     | 5     | 109   | 17       | .268  | .300     | .459     | .759  |
| 2009       | MIL        | 115   | 472   | 419   | 64    | 109   | 24       | 3        | 12       | 175   | 48    | 11    | 6        | 1     | 3     | 43    | 0     | 6     | 92    | 9        | .260  | .335     | .418     | .753  |
| 2010       | MIL        | 145   | 614   | 558   | 91    | 158   | 34       | 4        | 31       | 293   | 102   | 7     | 6        | 0     | 5     | 45    | 2     | 6     | 140   | 14       | .283  | .340     | .525     | .865  |
| 2011       | MIL        | 130   | 551   | 492   | 80    | 140   | 25       | 4        | 26       | 251   | 63    | 7     | 6        | 3     | 1     | 51    | 1     | 4     | 114   | 12       | .285  | .356     | .510     | .866  |
| 2012       | MIL        | 149   | 622   | 562   | 91    | 152   | 35       | 4        | 30       | 285   | 83    | 5     | 0        | 2     | 3     | 44    | 5     | 11    | 151   | 13       | .270  | .334     | .507     | .841  |
| 2014       | SEA        | 68    | 255   | 232   | 17    | 47    | 9        | 0        | 6        | 74    | 21    | 2     | 0        | 0     | 1     | 16    | 1     | 6     | 59    | 1        | .203  | .271     | .319     | .590  |
| 2015       | PIT        | 35    | 57    | 54    | 3     | 12    | 1        | 0        | 2        | 19    | 9     | 0     | 0        | 0     | 1     | 1     | 1     | 1     | 19    | 5        | .222  | .246     | .352     | .597  |
| 通算：11年 | 通算：11年 | 1048  | 4114  | 3729  | 549   | 1009  | 221      | 33       | 162      | 1782  | 538   | 85    | 40       | 15    | 32    | 286   | 16    | 52    | 853   | 90       | .271  | .329     | .478     | .806  |

- 2017年度シーズン終了時

### 獲得タイトル・表彰・記録
- MLBオールスターゲーム選出 2回 ：（2008年、2010年）

### 背番号
- 1 (2004年 - 2012年)
- 27 (2014年)
- 12 (2015年 - )